# Antonio Asprucci

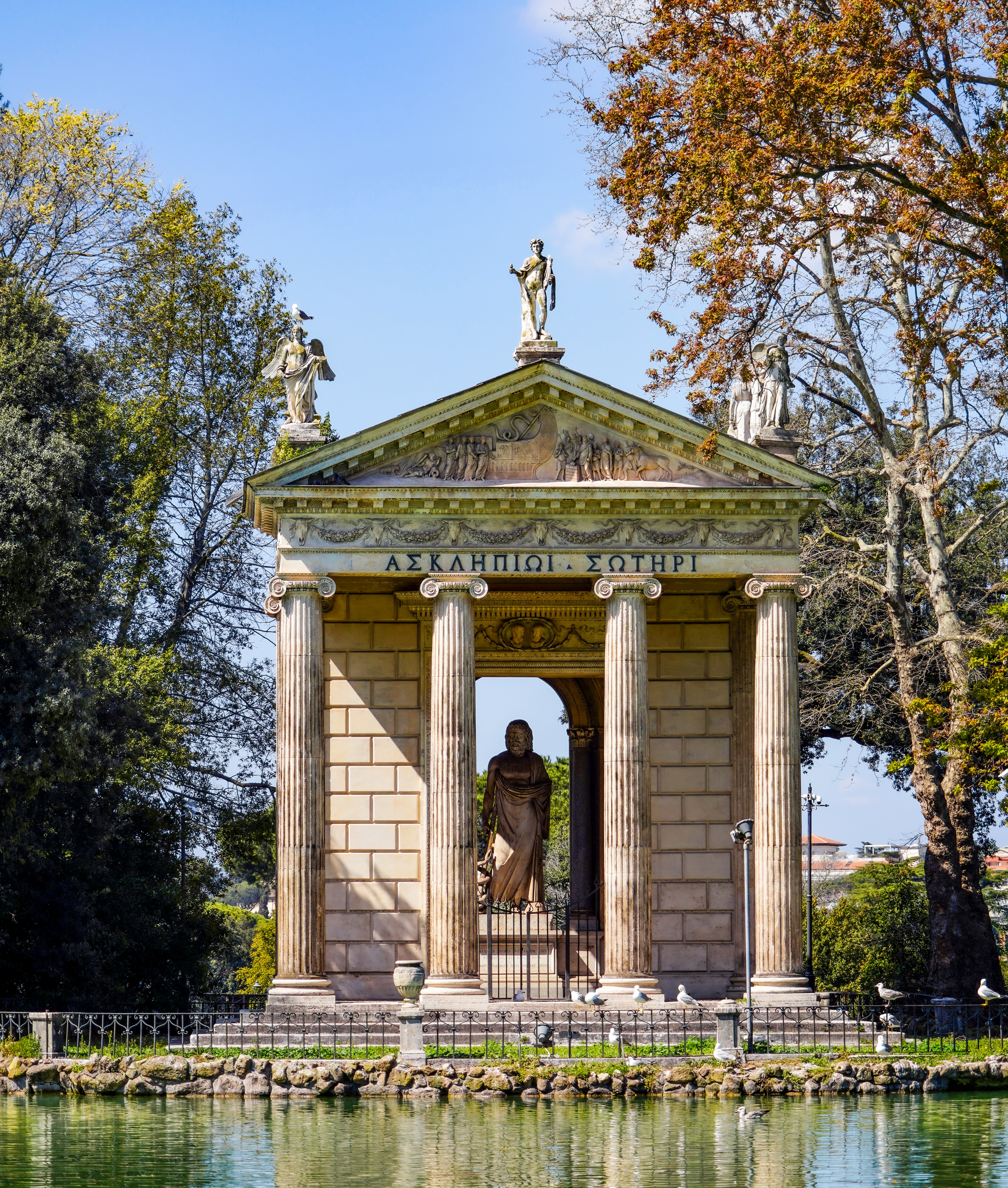
Jardín del lago con templo de Esculapio, Villa Borghese, Roma.

Antonio Asprucci, (Roma, 1723; Roma, 1808) fue un arquitecto italiano.
Fue uno de los primeros arquitectos en introducir en Roma el Neoclasicismo. Su obra más importante es el templete dedicado a Esculapio (1787), de pórtico jónico tetrástilo, en los jardines de la Villa Borghese. También trabajó en los interiores de la Villa Borghese (hacia 1782) y en la iglesia de Santa Maria Immacolata en Piazza di Siena así como en la ordenación general de los jardines de la Villa Borghese.
En algunos trabajos, como en los de la Villa Borghese, colaborò con su hijo Mario, arquitecto también.
Fue miembro de la Academia de San Lucas y elegido su Principe en 1790.
- Datos: Q5697780
- Multimedia: Antonio Asprucci / Q5697780